# Svart roskarl
Svart roskarl (Arenaria melanocephala) är en av två arter inom släktet roskarlar (Arenaria) som enbart häckar i Alaska.

## Utseende och läte
Till formen ser svart roskarl som en roskarl (Arenaria interpres) fast något rundare och grövre. Trots att den i snitt är något mindre än roskarlen (22-25 centimeter) är den tyngre med en vikt på 100-170 gram. Fågeln är till stora delar helt svart förutom buk, undergump och vingundersidor. Den har mörkbruna ben och mörkgrå näbb. Dess vita partier på rygg, stjärt och vingöversidor överensstämmer med roskarlens. I häckningsdräkt har den ett vitt ögonbrynsstreck och ett vitt fält som en kvadrat på högkant vid näbbroten.
Dess flyktläte påminner om roskarlens men har en högre frekvens.

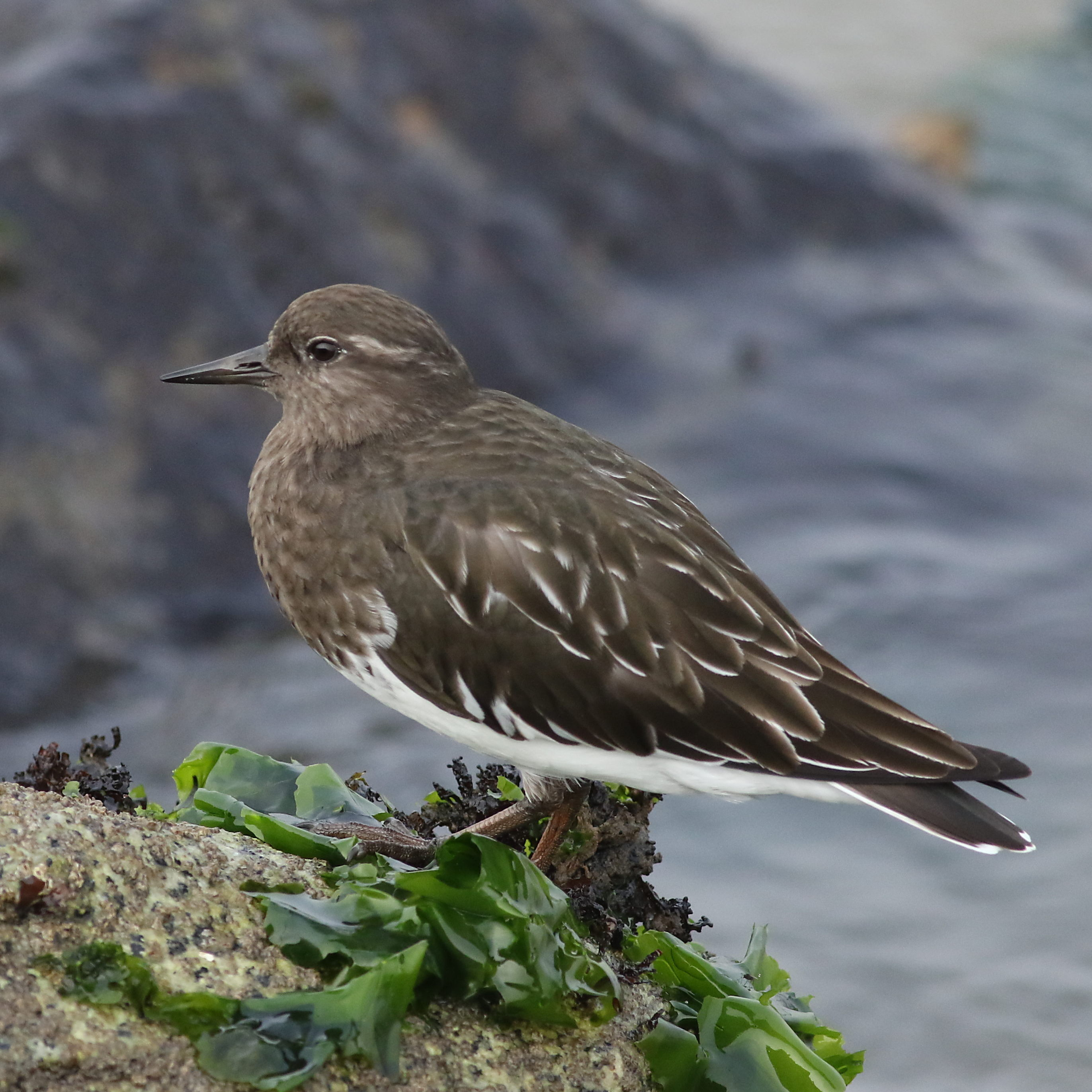
Svart roskarl i vinterdrält i Moss Landing, Kalifornien, USA.
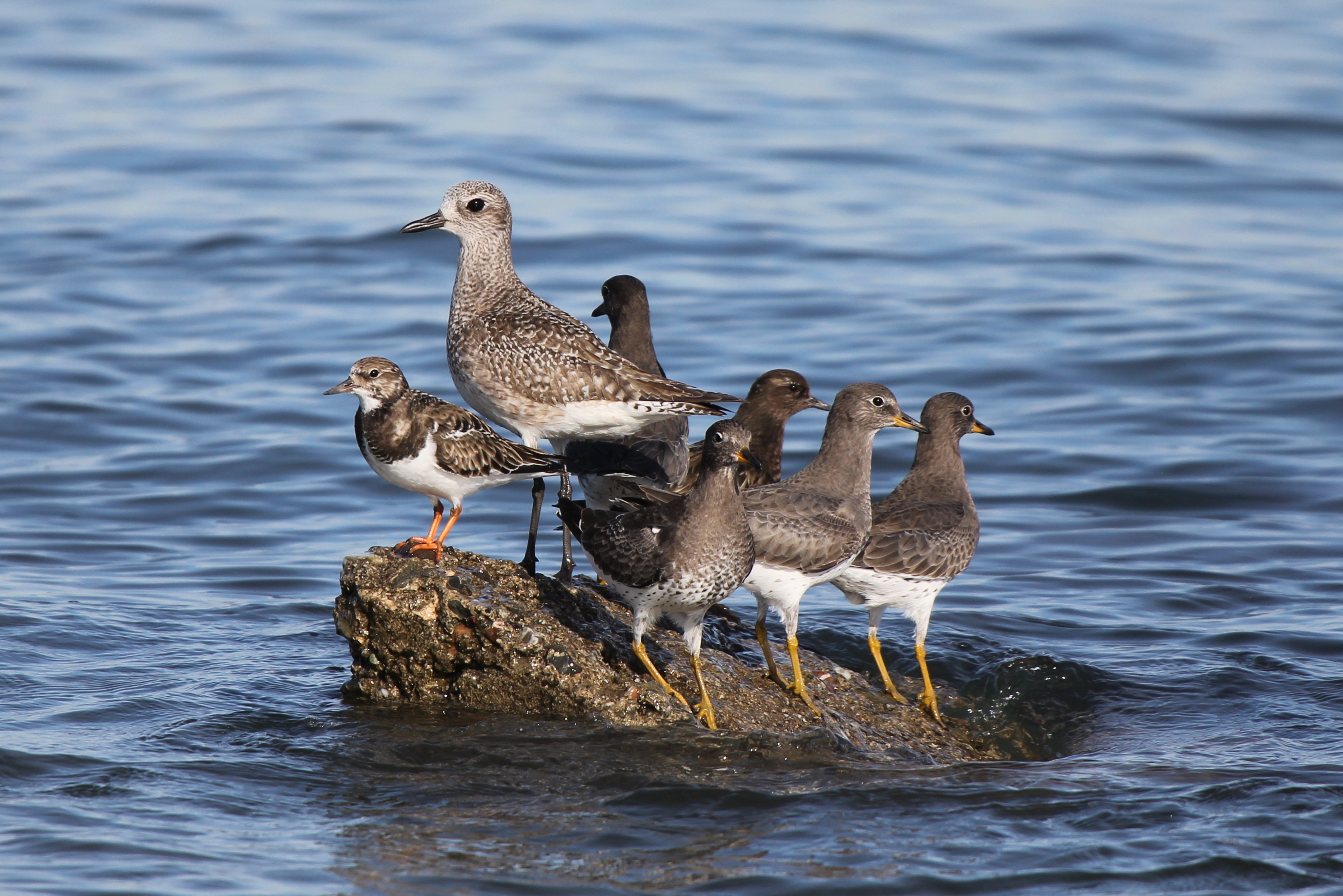
Två svarta roskarl tillsammans med en roskarl (längst till höger), en kustpipare och tre bränningssnäppor.

## Utbredning och systematik
Svart roskarl är en flyttfågel som häckar kring kusterna i västra och norra Alaska och har sina övervintringslokaler kring de västra kusterna av Nordamerika, från Kanada ner till Mexiko. Den har även setts tillfälligt i östra Ryssland. Den behandlas som monotypisk, det vill säga att den inte delas in i några underarter.

## Ekologi
Svart roskarl häckar i sparsamt bevuxna områden nära kustängar och återkommer ofta till samma plats år efter åt. Den lägger ägg från mitten av maj till slutet av juni, tre till fyra ägg i en sänka i dött gräs eller säv nära vatten. Båda könen ruvar äggen i 21-24 dagar.
Till skillnad från roskarlen utför den spelflykt i häckningstider liknande enkelbeckasinens. Den är också väldigt aggressiv mot predatorer och flyger mer än 100 meter från sitt revir för att jaga bort labbar och måsar. Vintertid hittas den utmed klippiga kuster och dess intilliggande stränder samt på av människan skapade pirer. Den lever av vattenlevande ryggradslösa djur som kräftdjur, havstulpaner och skålsnäckor.

## Status och hot
Arten har ett stort utbredningsområde och en stor population med stabil utveckling. Utifrån dessa kriterier kategoriserar IUCN arten som livskraftig (LC). Världspopulationen uppskattas till 95 000 häckande individer.